# West End (Surrey)
 (juin 2023).
Pour les articles homonymes, voir West End (homonymie).
West End est une paroisse civile et un village du Surrey, en Angleterre.